# Kreis Gyomaendrőd
Der Kreis Gyomaendrőd (ungarisch Gyomaendrődi járás) ist ein Kreis im Nordwesten des südostungarischen Komitats Békés. Er grenzt im Nordwesten an das Komitat Jász-Nagykun-Szolnok.

## Geschichte
Der Kreis wurde Anfang 2013 zur ungarischen Verwaltungsreform aus 5 Gemeinden dreier Ende 2012 aufgelöster Kleingebiete geschaffen:

- Szarvas (336,51 km² mit 14.351 Ew. = 49 bzw. 59,9 %),
- Szeghalom (295,54 km² mit 9.241 Ew. =  43,1 bzw. 38,5 %) und
- Békés (54,16 km² mit 388 Ew. = 7,9 bzw. 1,6 %).

Der Kreis hat eine durchschnittliche Gemeindegröße von 4.143 Einwohnern auf einer Fläche von 102,03 Quadratkilometern. Die Bevölkerungsdichte des zweitbevölkerungsärmsten Kreises ist niedriger als die des Komitats. Verwaltungssitz ist die größte Stadt Gyomaendrőd, im Zentrum des Kreises gelegen.

## Gemeindeübersicht
| Gemeinde          | Status   | Herkunft Kleingebiet | Einwohnerzahl | Einwohnerzahl | Einwohnerzahl | Fläche     | Bevölkerungs- dichte (Ew./km²) |
| Gemeinde          | Status   | Herkunft Kleingebiet | 01.10.2011    | 01.01.2013    | 01.01.2016    | 01.01.2016 | Bevölkerungs- dichte (Ew./km²) |
| ----------------- | -------- | -------------------- | ------------- | ------------- | ------------- | ---------- | ------------------------------ |
| Csárdaszállás     | Gemeinde | Békés                | 418           | 388           | 381           | 54,16      | 7,0                            |
| Dévaványa         | Stadt    | Szeghalom            | 7.899         | 7.967         | 7.747         | 216,55     | 35,8                           |
| Ecsegfalva        | Gemeinde | Szeghalom            | 1.275         | 1.274         | 1.225         | 78,99      | 15,5                           |
| Gyomaendrőd       | Stadt    | Szarvas              | 13.680        | 13.688        | 13.133        | 303,94     | 43,2                           |
| Hunya             | Gemeinde | Szarvas              | 671           | 663           | 632           | 32,57      | 19,4                           |
| Kreis Gyomaendrőd |          |                      | 23.943        | 23.980        | 23.118        | 686,21     | 33,7                           |